# Mayewski Peak
Mayewski Peak är en bergstopp i Antarktis. Den ligger i Östantarktis. Nya Zeeland gör anspråk på området. Toppen på Mayewski Peak är 1 343 meter över havet.
Terrängen runt Mayewski Peak är huvudsakligen kuperad, men söderut är den bergig. Trakten är obefolkad. Det finns inga samhällen i närheten. 